# 高橋鯛蔵
高橋 鯛蔵（たかはし たいぞう、1899年〈明治32年〉1月15日 - 1978年〈昭和53年〉3月）は、昭和時代の政治家。神奈川県逗子市長。

## 経歴
神奈川県に生まれる。1950年（昭和25年）逗子町総務課長を経て、1954年（昭和29年）3月に助役となり、同年4月の市制施行とともに逗子市助役に就任した。
1969年（昭和44年）8月、逗子市長に当選し、1期務めた。在任中は終末処理場や浄水管理センターの建設、福祉会館の建設による都市的環境の整備に尽力した。